# ألفا روميو مونتريال
ألفا روميو مونتريال (بالإنجليزية: Alfa Romeo Montreal) هي سيارة رياضية تم إنتاجها سنة 1970م من قبل شركة ألفا روميو للسيارات الإيطالية.